# Tectaria tenuifolia
Tectaria tenuifolia är en ormbunkeart som först beskrevs av Georg Heinrich Mettenius, och fick sitt nu gällande namn av William Ralph Maxon. Tectaria tenuifolia ingår i släktet Tectaria och familjen Tectariaceae. Inga underarter finns listade.